# Saarbrücker Rudergesellschaft Undine
Die Saarbrücker Rudergesellschaft Undine oder SRG Undine ist ein Sportverein aus Saarbrücken.

## Geschichte und Lage
Die Rudergesellschaft wurde am 25. April 1925 gegründet. Der Verein ist Mitglied im Deutschen Ruderverband und im Ruderbund Saar.
Das Bootshaus liegt am Saarbrücker Staden und verfügt über elf Bootshallen und einen großen Fitnessraum. Seit etwa 1938 verfügt das Bootshaus auch über eine Gastronomie.
1974 gründeten die Saarbrücker Rudergesellschaft Undine und der Ruder-Club Saar 1885 den Ruderverein Saarbrücken als Leistungssportverein. Das Ruderleistungszentrum Saarbrücken liegt auf dem Gelände der SRG Undine. Seit 2020 führt die SRG Undine die Leistungssport-Tradition des Rudervereins fort.

## Bekannte Sportler
An den Olympischen Spielen 1952 in Helsinki nahm das Saarland mit einer eigenen Mannschaft teil. Von den sieben nominierten Ruderern gehörten sechs dem Ruder-Club Saar an. Günther Schütt, der deutsche Meister im Einer von 1951 und 1953, war der einzige Ruderer der Rudergesellschaft Undine im Olympiaaufgebot.
Bei den Olympischen Spielen 1992 in Barcelona gewann der deutsche Frauenachter die Bronzemedaille. Mit Christiane Harzendorf, Ina Justh, Annegret Strauch und Ute Wagner ruderten vier aus der DDR nach Saarbrücken umgezogene Ruderinnen im Bronze-Achter.
Ebenfalls im Olympiaaufgebot 1992 stand der Weltmeister 1990 und 1991 Armin Weyrauch. Auch Anke Weiler, Weltmeisterschaftszweite 1995 im Vierer ohne Steuerfrau, gehörte der SRG Undine an.